# Elsa Franconi-Poretti
Elsa Franconi-Poretti (Lugano, 25 augustus 1895 - aldaar, 16 juni 1995) was een Zwitserse journaliste en politica voor de Vrijzinnig-Democratische Partij uit het kanton Ticino.

## Biografie
Elsa Franconi-Poretti werd geboren als dochter van Giuseppe Poretti, een Ticinese industrieel. Ze volgde school in haar geboortestad Lugano en later in het Santa Maria-instituut in Bellinzona. Na haar studies ging ze zelf aan de slag als onderwijzeres.
In 1924 huwde ze met de architect Giuseppe Franconi. In datzelfde jaar verhuisde ze met haar echtgenoot naar het noorden van Frankrijk en vervolgens naar Parijs, waar ze haast ononderbroken zou wonen tot 1955 en waar ze correspondente was voor de krant Corriere del Ticino en de Zwitserse Italiaanstalige Radio-omroep.
Nadat ze zich terug in Zwitserland vestigde richtte ze zich op een politieke carrière en kwam ze op voor de rechten van vrouwen, in het bijzonder voor het toekennen van het stemrecht aan de vrouwen. Zo was ze medeoprichtster van de liberale vrouwenbeweging in Lugano van 1957 tot 1978. Nadat in Ticino op kantonnaal vlak het vrouwenstemrecht werd ingevoerd, geraakte ze verkozen in de Grote Raad van Ticino. Ze zetelde er tussen 1971 en 1975 en was er in 1971 ook voorzitster van.

## Onderscheidingen
- Frankrijk: Ridder in de Orde van Kunsten en Letteren